# Akoluthia
Als Akoluthia wird in den Ostkirchen eine festgesetzte Reihenfolge liturgischer Funktionen bezeichnet, insbesondere beim Stundengebet. So spricht man beispielsweise von der Akoluthia der Vesper oder der Terz, die an höheren Kirchenfesten wie Ostern oder Christi Himmelfahrt eine spezielle Form hat.
Siehe auch: Akolyth
Akoluthia ist ferner:
- in der Philosophie die Bezeichnung einer Lehre der Stoa von der notwendigen Folge der Dinge;
- in der Psychologie eine Zeitspanne, in der eine vorhergehende seelische, noch nicht abgeklungene Erregung die nachfolgende hemmt.